# ت ع م+01:24

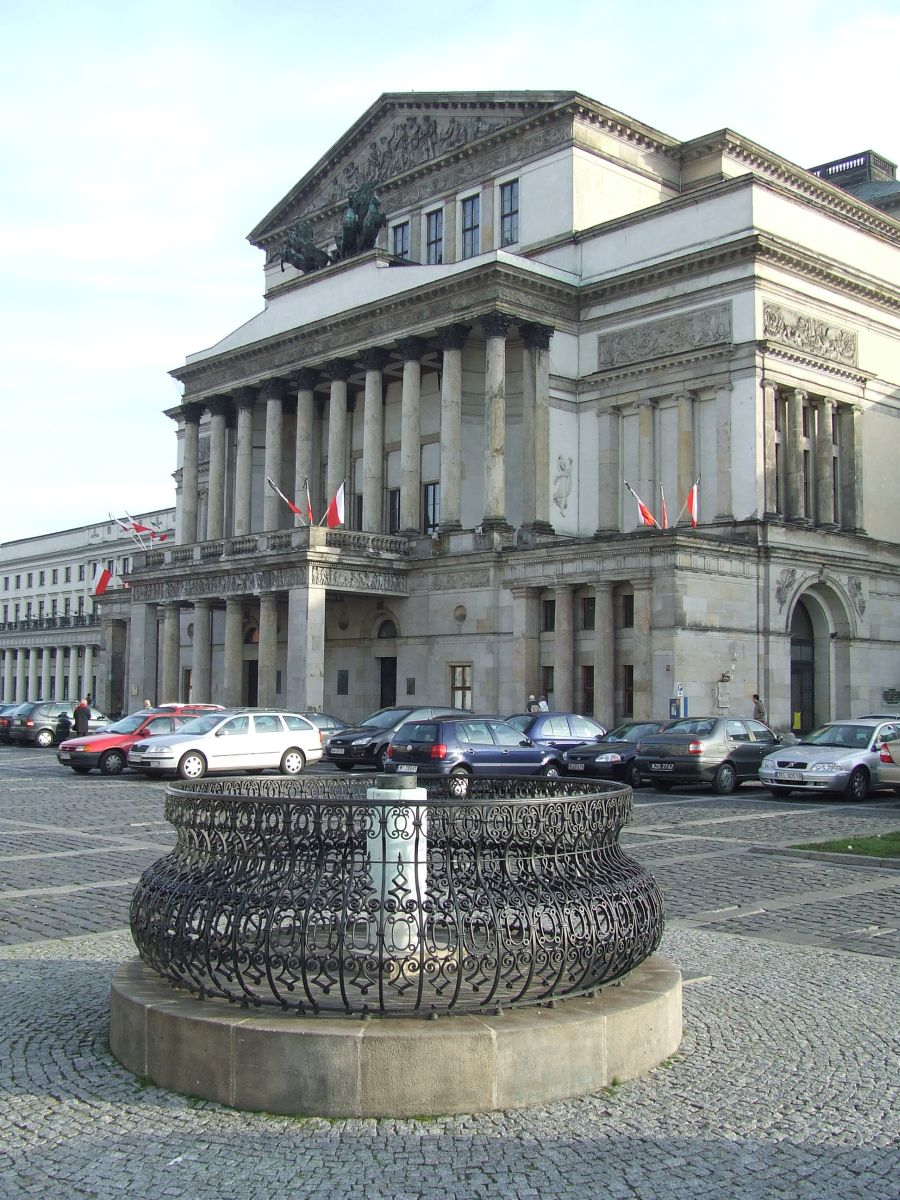

التوقيت العالمي المنسق +01:24 أو ت ع م+01:24 {بالإنجليزية:UTC+01:24} هو مقابلة الوقت المحلي للتوقيت العالمي المنسق +01:24. ويُعرف كذلك باسم توقيت وارسو.
منذ أوائل القرن التاسع عشر، كان يستخدم عادة لأغراض ضبط الوقت في أراضي الكومنولث البولندي الليتواني السابق.
في 5 أغسطس 1915، تحولت وارسو إلى توقيت وسط أوروبا، وبقية مناطق بولندا سرعان ما حذت حذوها.

## روابط خارجية
- http://article.gmane.org/gmane.comp.time.tz/888/match=europe+warsaw+24+1915